# Scopula chosensis
Scopula chosensis là một loài bướm đêm trong họ Geometridae.